# Акбар-наме

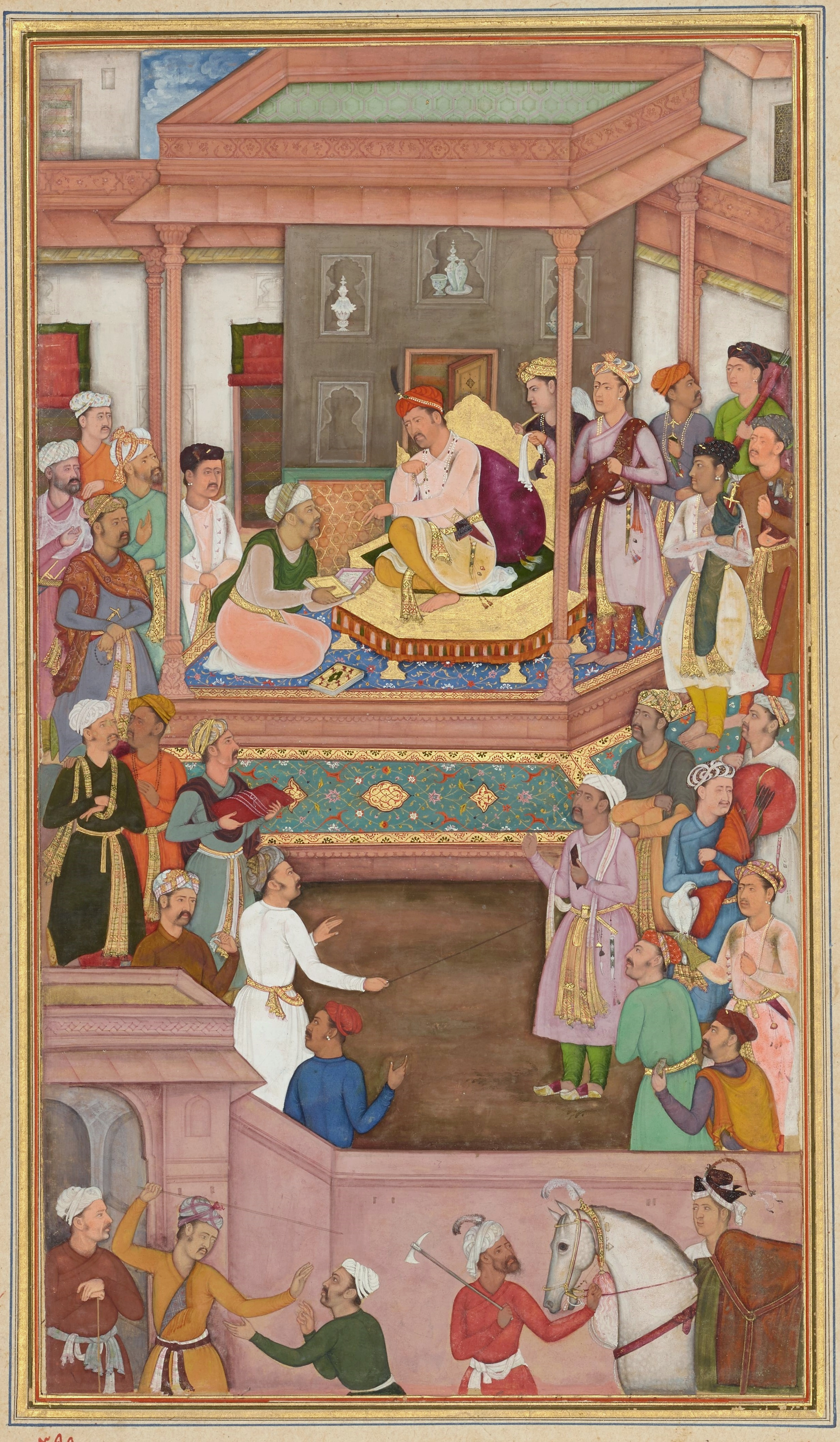
Абу-л Фазл представляє «Акбар-наме» Акбару

«Акбар-наме» ( перс. اکبر نامہ ‎ «Книга Акбара») — написаний перською мовою літопис, що описує історію Імперії Великих Моголів . Складено на замовлення Акбара Великого придворним історіографом Абу-л Фазлом .

## Історія
Акбар наказав Абу-л Фазлу:
Напиши пером щирості розповідь про славні події та наші збільшуючі володіння перемоги
Абу-л Фазл виконав наказ, і створив свою працю між 1590 та 1596 роками. В ілюструванні роботи взяли участь щонайменше 49 художників.
Після смерті Акбара в 1605 манускрипт залишався в бібліотеці його сина Джахангіра, а потім - онука Шах-Джахана . У середині XIX століття він потрапив до рук британського комісара в Авадсі, дружина якого наприкінці XIX століття продала цей твір Південнокенсінгтонському музею (нині - Музей Вікторії та Альберта ).

## Структура
Літопис складається із двох томів. У першому томі описується історія Тимуридів, правління Бабура і Хумаюна, династія Сур народження Акбара. Другий том детально описує правління Акбара до 1602 року.
У деяких джерелах до "Акбар-нами" зараховують ще один твір Абу-л Фазла - "Айн-і-Акбарі", в якому описується сама Імперія Великих Моголів.